# Liste des interstates dans l'État de Washington
Les Interstates dans l'État de Washington font partie du réseau des autoroutes inter-états et sont entretenues par le Washington State Department of Transportation (WSDOT). L'état compte trois autoroutes principales et quatre autoroutes auxiliaires.

## Liste des autoroutes principales
| Numéro | Longueur (mi) | Longueur (km) | Terminus sud / ouest                       | Terminus nord / est                                       | Créée | Notes |
| ------ | ------------- | ------------- | ------------------------------------------ | --------------------------------------------------------- | ----- | ----- |
| I-5    | 276,62        | 445,18        | I-5 à la frontière de l'Oregon à Vancouver | BC 99 à la frontière canadienne à Blaine                  | 1957  |       |
| I-82   | 132,57        | 213,35        | I-90 / US 97 à Ellensburg                  | I-82 / US 395 à la frontière de l'Oregon près de Plymouth | 1957  |       |
| I-90   | 297,51        | 478,80        | SR 519 à Seattle                           | I-90 à la frontière de l'Idaho près de Liberty Lake       | 1957  |       |
|        |               |               |                                            |                                                           |       |       |

## Liste des autoroutes auxiliaires
| Numéro | Longueur (mi) | Longueur (km) | Terminus sud / ouest                         | Terminus nord / est       | Créée | Notes |
| ------ | ------------- | ------------- | -------------------------------------------- | ------------------------- | ----- | ----- |
| I-182  | 15,19         | 24,45         | I-82 / US 12 près de Richland                | US 12 à Pasco             | 1969  |       |
| I-205  | 10,57         | 17,01         | I-205 à la frontière de l'Oregon à Vancouver | I-5 à Salmon Creek        | 1958  |       |
| I-405  | 30,30         | 48,76         | I-5 / SR 518 à Tukwila                       | I-5 / SR 525 à Lynnwood   | 1958  |       |
| I-705  | 1,50          | 2,41          | I-5 / SR 7 à Tacoma                          | Schuster Parkway à Tacoma | 1978  |       |
|        |               |               |                                              |                           |       |       |